# Avatar (альбом Avatar)
Avatar — третий полноформатный студийный альбом шведской группы Avatar, выпущен 20 ноября 2009 года.
Альбом достиг 36-й позиции в шведских национальных чартах. На песню «Queen of Blades», посвящённую Королеве Клинков из серии компьютерных игр Starcraft, был снят видеоклип.

## Список композиций
| №                   | Название                   | Длительность |
| ------------------- | -------------------------- | ------------ |
| 1.                  | «Queen of Blades»          | 4:29         |
| 2.                  | «The Great Pretender»      | 4:03         |
| 3.                  | «Shattered Wings»          | 3:36         |
| 4.                  | «Reload»                   | 4:13         |
| 5.                  | «Out of our Minds»         | 4:30         |
| 6.                  | «Deeper Down»              | 3:47         |
| 7.                  | «Revolution of Two»        | 5:08         |
| 8.                  | «Roadkill»                 | 3:30         |
| 9.                  | «Pigfucker»                | 2:05         |
| 10.                 | «Lullaby (Death all over)» | 7:46         |
| Общая длительность: | Общая длительность:        | 43:06        |

## Участники записи
Данные с сайта AllMusic.

| - Йоханнес Эккерстрём — вокал - Саймон Андерссон — гитара - Йонас Ярлсбю — гитара - Хенрик Сандели́н — бас-гитара - Йоан Альфредссон — ударные | - Тобиас Линделл — сведение, программирование - Драган Танаскович — мастеринг - Магнус Лундбек — продюсер - Себастьян Олссон — продюсер - Маркус Тагарис — реклама, продюсер |

## Чарты
| Чарт                       | Высшая позиция |
| -------------------------- | -------------- |
| Швеция (Sverigetopplistan) | 36             |